# Punta Tre Vescovi
La Punta Tre Vescovi és una muntanya de 2.503 metres dels Alps Penins, que es troba entre les regions de la Vall d'Aosta i del Piemont (Itàlia).

## SOUISA
Segons la definició de la SOIUSA, el cim té la següent classificació:
- Gran part: Alps occidentals
- Gran sector: Alps del nord-oest
- Secció: Alps Penins
- Subsecció: Alps Biellesi i Cusiane
- Supergrup: Alps Biellesi
- Grup: Cadena Tre Vescovi-Mars
- Subgrup:
- Codi: I/B-9.IV-A.1

## Refugis de suport
- Rifugio Rivetti

## Cartografia
- Carta dei sentieri della Provincia di Biella 1:25.00, Provincia di Biella, 2004, consultabile on line Arxivat 2019-11-05 a Wayback Machine.
- Cartografia ufficiale italiana dell'Istituto Geografico Militare (IGM) in scala 1:25.000 e 1:100.000, consultabile on line
- Carta dei sentieri e dei rifugi scala 1:50.000 n. 9 Ivrea, Biella e Bassa Valle d'Aosta, Istituto Geografico Centrale - Torino